# NGC 6830
NGC 6830 је расејано звездано јато у сазвежђу Лисица које се налази на NGC листи објеката дубоког неба.
Деклинација објекта је + 23° 6' 0" а ректасцензија 19h 51m 0,0s. Привидна величина (магнитуда) објекта NGC 6830 износи 7,9. NGC 6830 је још познат и под ознакама OCL 125.